# Pyrenula nitidula
Pyrenula nitidula är en lavart som först beskrevs av Giacopo Bresàdola, och fick sitt nu gällande namn av R. C. Harris. Pyrenula nitidula ingår i släktet Pyrenula och familjen Pyrenulaceae.   Inga underarter finns listade i Catalogue of Life.